# Conversano
Conversano (Cunversène in dialetto locale) è un  comune italiano di 25 918 abitanti della città metropolitana di Bari in Puglia.
Sorge sui primi rilievi della Murgia, a 219 m s.l.m. Di origine preromana, nell'XI secolo divenne sede di una contea estesa su una parte significativa della Puglia centro-meridionale, la cui importanza non venne sminuita che con il tramonto della struttura feudale. Importante diocesi e centro religioso sin dal Medioevo, la cittadina è oggi sede della diocesi di Conversano-Monopoli.
Dal 2011 al comune di Conversano è riconosciuto il titolo di città.

## Geografia fisica
La città che sorge su una dolce collina a 219 s.l.m., domina il territorio circostante sino al mare Adriatico che dista circa 8 km. Il paesaggio intorno è quello tipico della Puglia, molto verde, per la presenza di frutteti, uliveti, vigneti, mandorleti e soprattutto ciliegeti destinati all'esportazione. Comuni confinanti sono a nord Mola di Bari, a nord-est Polignano a Mare, a sud-est Castellana Grotte, a sud Putignano, a sud-ovest Turi e a nord-ovest Rutigliano. La superficie del territorio (127 km²) è una tra le più estese del sud-est barese. All'interno del suo territorio sono presenti due isole amministrative ("enclavi") appartenenti territorialmente al comune di Polignano a Mare.

### Geologia
Il territorio di Conversano, ubicato nelle Murge di sud-est o "Murge basse", è per l'80% costituito da terreno franco argilloso sottile mentre il restante 20% da terreno argilloso profondo, e ricoperto da un sottile strato di terreno rosso. La natura carsica del sottosuolo delle Murge ha dato vita ad un paesaggio particolare in gran parte costituito da un altopiano a pendenze molto blande, la cui superficie topografica degrada in direzione della costa con un caratteristico profilo a gradinata. La morfologia complessivamente blanda del territorio si interrompe bruscamente in corrispondenza della principale scarpata di raccordo con la piana costiera, a circa 130–120 m s.l.m. La scarpata, con andamento NNW-SSE ed altezza variabile tra circa 25 e 40 metri, è incisa dalla gravina Monsignore, le cui pareti verticali arrivano ai 20-25 metri di altezza. Essendo il paesaggio prevalentemente carsico, le acque meteoriche sono di norma rapidamente convogliate nel complesso sistema di fratture e canali carsici sotterranei, dopo un breve percorso superficiale. Talora però esse possono ristagnare in depressioni più o meno ampie a formare le doline ossia dei laghetti: i cosiddetti laghi di Conversano. Vi è anche la presenza di numerose grotte che però non possono essere visitate.
Conversano ha aderito all'iniziativa dell'Assessorato Regionale all'Ambiente che ha istituito, a cura del WWF, l'Albo dei Grandi Alberi della Puglia.
Conversano, per le particolari condizioni climatiche di cui gode, per il suo territorio vario e ricco di tradizioni e storia, insieme ad altri 18 comuni è interessato alla Strada del vino DOC della Murgia Carsica ed in particolare alla produzione del Gravina DOC e Gioia del Colle DOC.

## Storia

### L'antica Norba
Le origini della città risalgono al più tardi all'età del ferro, quando le popolazioni indigene, iapige o peucete, fondarono su una collina più elevata rispetto al territorio circostante una città di nome Norba e la dotarono di possenti mura in pietra (il toponimo, non unico in Italia, infatti significherebbe "città fortificata").
La città ebbe una felice ubicazione, posta com'era lungo un importante asse viario. Questo la rese presto un abitato fiorente, al centro dei traffici tra le colonie magnogreche della costa e le popolazioni indigene dell'interno. L'ampia necropoli risalente al VI secolo a.C. ha restituito, infatti, decine di tombe con ricchi corredi funerari, in parte di matrice ellenica.
Nel 268 a.C., con l'estensione dell'egemonia romana in Peucezia, anche Norba perse la propria autonomia; ciononostante, mantenne un ruolo rilevante, come attestato da cospicui ritrovamenti di monete, armature, manufatti in terracotta e gioielli, grazie agli scavi archeologici compiuti dentro e fuori dalla cinta muraria. La stessa Tavola Peutingeriana riporta il toponimo Norba, ma l'abitato non sopravvisse alla dissoluzione dell'Impero d'Occidente, presumibilmente per opera dei Visigoti di Alarico che passarono attraverso l'Apulia nel 411.

### Medioevo
Già a partire dal V secolo d.C., non molto tempo dopo la presumibile scomparsa di Norba, e nello stesso luogo, le fonti attestano l'esistenza del toponimo Casale Cupersanem, che probabilmente fu sede vescovile sin dall'VII secolo. Nel 949 gli Annales Barensis attestano l'azione tesa all'assedio di Conversano da parte del casale Platipodi.
Ma fu dalla metà dell'XI secolo, con la dominazione normanna delle regioni meridionali della penisola italiana, che il luogo assurse a vero e proprio centro di potere: intorno al 1054 Goffredo d'Altavilla nipote di Roberto il Guiscardo, prese il titolo di comes Cupersani e fece della cittadina il fulcro di un'amplissima contea, estesa per buona parte della Puglia centro-meridionale, tra Bari e Brindisi e fino a Lecce e Nerito (Nardò). 
L'importanza della corte conversanese nel panorama nobiliare di quegli anni è ben attestata dall'aver ospitato a Conversano per alcuni mesi il duca di Normandia Roberto II detto il Cortacoscia, figlio del re d'Inghilterra Guglielmo il Conquistatore, che era di passaggio in Puglia al termine della prima crociata; Roberto II sposò anzi Sibilla, figlia di Goffredo, e ricevette una dote ampia abbastanza per riscattare l'ipoteca di 10.000 ducati sul ducato di Normandia accesa prima della partenza per la Terrasanta.
Intanto, a Conversano, Goffredo confermò i diritti fiscali sull'intero agro della limitrofa Castellana in favore dei monaci benedettini, presenti in Conversano probabilmente dall'VIII secolo.
Alla morte di Goffredo (avvenuta nel 1101 secondo Lupo Protospata), la contea andò in eredità a suo figlio Roberto e poi al secondogenito Alessandro. Nel 1132, sconfitto da Ruggero II di Sicilia, Alessandro fuggì in Dalmazia perdendo la contea di Conversano, che 1134 Ruggero II assegnò a suo cognato Roberto I di Bassavilla. Nel 1138 gli succedette il figlio Roberto II (dal 1154 anche conte di Loritello) che vi regnò fino alla morte (1182).
Seguì un periodo nel quale il feudo tornò alle dirette dipendenze del regio demanio, con la parentesi del decennio 1197-1207 in cui fu possedimento di Berardino Gentile. Più tardi furono conti di Conversano per quasi un secolo i Brienne (1269-1356), fino alla morte senza eredi del duca d'Atene Gualtieri VI. La contea passò quindi più volte di mano in mano tra molti importanti casati, soprattutto per via matrimoniale: gli Enghien (1357-1381 e 1394-1397), i Lussemburgo (1381-1394 e 1405-1407), i Sanseverino (1397-1405), i Barbiano (1411-1422), gli Orsini (1423-1433), i Caldora (1434-1440) e gli Orsini del Balzo (1440-1455).

### L'ascesa degli Acquaviva d'Aragona

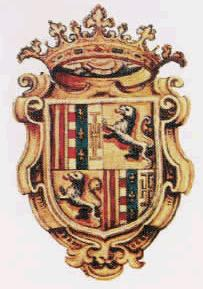
Stemma conti Acquaviva d'Aragona.

L'ultimo conte Orsini del Balzo era Giovanni Antonio, figlio di Raimondo principe di Taranto e di Maria d'Enghien (che poi avrebbe sposato in seconde nozze Ladislao I d'Angiò). Giovanni Antonio diede in dote l'intera contea di Conversano - che comprendeva i centri di Castellana, Casamassima, Castiglione (centro abitato poi scomparso, tra Conversano e Castellana), Noci e Turi - a sua figlia Caterina, sposa del duca d'Atri Giulio Antonio Acquaviva. Iniziava così nel 1455 il lungo possesso del feudo di Conversano da parte della casata degli Acquaviva che, salvo una parentesi di quattro anni, lo avrebbe detenuto ininterrottamente sino all'abolizione dei diritti feudali del 1806.
Giulio Antonio Acquaviva, ritenuto dai contemporanei un valente condottiero, si distinse soprattutto nella battaglia di Otranto contro i Turchi (1481). Quello stesso anno morì in battaglia per un'imboscata, lasciando il feudo in eredità a suo figlio Andrea Matteo. Anche costui eccelse in numerose battaglie; il suo comportamento eroico gli valse il riconoscimento, da parte del re di Napoli Ferdinando I, del privilegio di aggiungere all'arma del suo casato quella reale e di modificare il cognome in Acquaviva d'Aragona. Le sue fortune a corte però furono offuscate dall'accusa di aver preso parte alla cosiddetta congiura dei baroni, tanto che patì la prigione e la temporanea perdita della contea a beneficio del duca di Termoli, Andrea di Capua (1504-1508). Tornato a Conversano, ebbe modo di distinguersi come mecenate, bibliofilo e letterato e fu incluso nell'Accademia di Jacopo Sannazzaro. Morì nel 1529, mentre Conversano era funestata da un'epidemia di peste.

### Giangirolamo II, ilGuercio delle Puglie

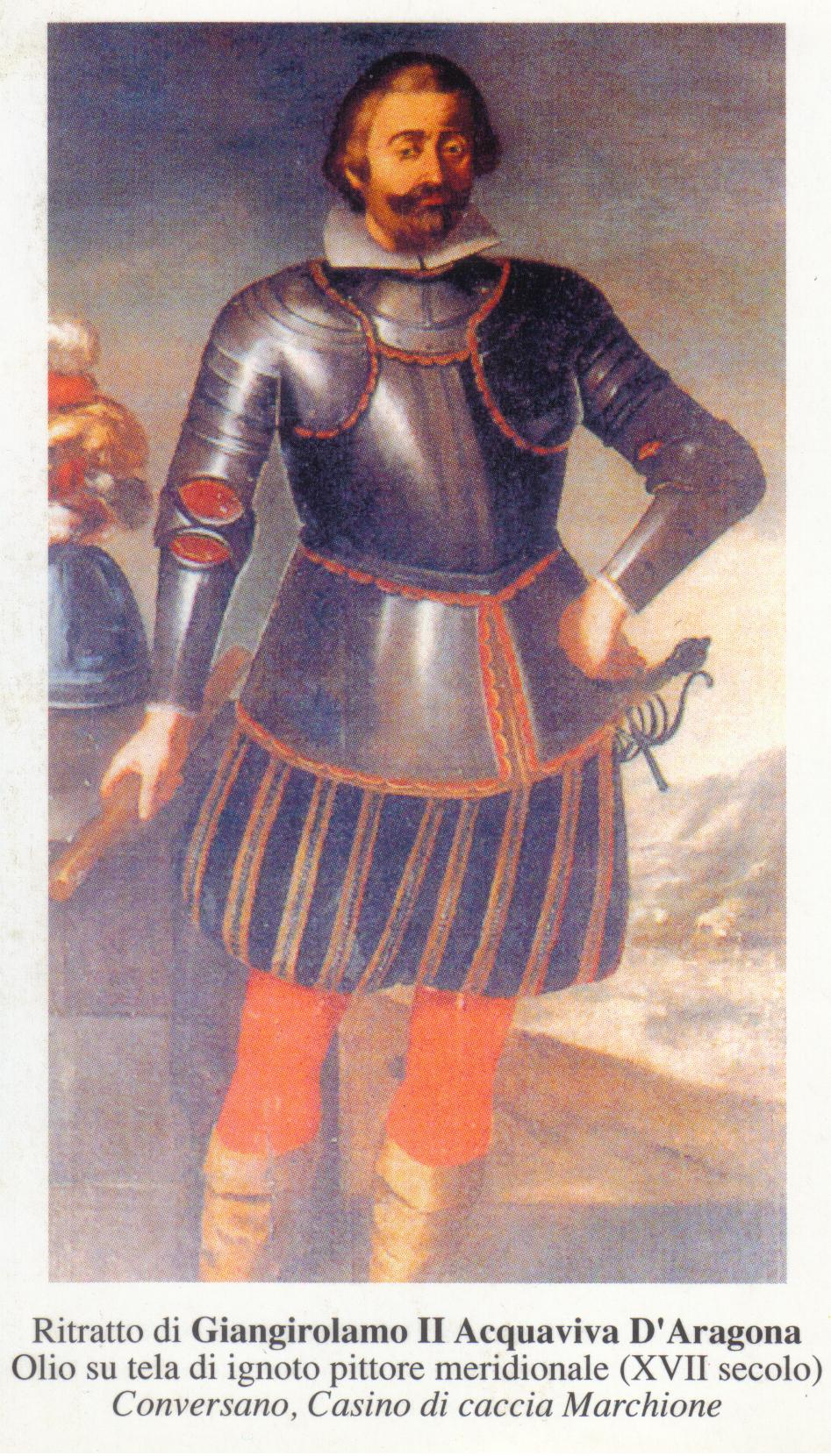
Giangirolamo II.

Alla casata degli Acquaviva d'Aragona apparteneva anche il celebre Guercio delle Puglie, il conte Giangirolamo II (1600-1665), che amministrò il feudo dal 1626 al 1665 circondato da enorme potere, molti nemici e molte leggende.
Le cronache lo descrivono come un feudatario dispotico e senza scrupoli, avvezzo alla violenza gratuita e in grado di sfruttare ogni circostanza per accrescere il suo potere. Così fu in occasione dell'effimera repubblica napoletana di Masaniello (1647) che si propagò anche in Puglia: benché la corona spagnola si fosse rivolta a Giangirolamo perché riportasse all'ordine le terre pugliesi sollevatesi contro i signori locali (cosa che avvenne ad esempio in Terra d'Otranto a San Cesario e Nardò), quando i rivoltosi di Martina ripararono nel territorio di Conversano, il conte accordò loro protezione per servirsene più avanti come esecutori delle azioni più efferate nei confronti dei suoi sudditi meno docili, come accadde a Locorotondo in occasione del sacco del 1648. Ben presto, i tanti nemici di cui si era circondato fecero giungere notizia alla corte spagnola degli abusi di Giangirolamo, che nel 1650 fu pertanto tradotto a Madrid e imprigionato. Proprio quando si apprestava a tornare nel suo feudo lasciato nel frattempo nelle mani di sua moglie Isabella Filomarino della Rocca, morì vittima della malaria. Era il 1665.
In realtà la figura del Guercio resta incompleta senza menzionare il mecenatismo della sua corte. Si trattava certamente di un preciso programma politico, volto ad accrescere il prestigio del casato. Tuttavia Giangirolamo e sua moglie Isabella arricchirono la collezione di famiglia che con loro giunse a contare oltre cinquecento dipinti e svariate altre opere d'arte, tra mobili e suppellettili; diedero inoltre ospitalità al pittore Paolo Finoglio, che nel lungo soggiorno conversanese (1622-1645) fu autore di diverse opere: dagli affreschi della camera degli sposi, alle dieci grandi tele del ciclo ispirato alla Gerusalemme liberata, ambedue ospitati nel castello, alle fastose decorazioni nelle chiese cittadine del Carmine e dei Santi Cosma e Damiano che venivano edificate in quegli anni.
Anche la costruzione dei trulli di Alberobello fu un espediente di Giangirolamo per eludere l'editto vicereale che richiedeva l'assenso della corte per la fondazione delle città: grazie alla particolare tecnica costruttiva a secco, ogni volta che si approssimava l'ispezione regia il Guercio poteva dare ordine di distruggere i tetti delle abitazioni, che in seguito sarebbero stati ricostruiti agevolmente.

### Gli ultimi Acquaviva d'Aragona
Il prestigio di Conversano e il potere del casato raggiunto da Giangirolamo II non sarebbe stato eguagliato dai suoi eredi. Nel 1690 la cittadina fu investita da un'epidemia di peste che in due anni falcidiò la popolazione e indebolì l'economia locale.
Con il Settecento le condizioni della nobiltà meridionale gradualmente mutarono e alla tensione bellica del passato si sostituirono l'amministrazione dei beni e il loro godimento. Attorno al 1730 gli Acquaviva edificarono a pochi chilometri da Conversano il castello di Marchione, un elegante casino di caccia, e iniziarono a dedicarsi soprattutto all'allevamento dei loro cavalli.
Successivamente, presero a soggiornare più spesso a Napoli che nel feudo conversanese, che quindi lentamente andava perdendo il ruolo di primo piano ricoperto nei secoli precedenti.

### IlMonstrum Apuliae
A lungo, la realtà conversanese fu caratterizzata dalla non facile coabitazione di tre poteri: oltre ai potenti conti del luogo, infatti, la cittadina registrava la presenza del vescovo della locale diocesi, che a lungo detenne un rilevante potere temporale nei confronti di alcuni dei centri vicini. Ad essi si aggiungeva la presenza della badessa del monastero di San Benedetto, appoggiata e spesso imparentata con i conti Acquaviva d'Aragona, detentrice di un'inusitata autorità, religiosa e temporale, concessagli da Papa Clemente IV tanto invisa ai vescovi della diocesi locale da essere stata definita "Monstrum Apuliae".

### Periodo Murattiano (1805-1815) e Risorgimento
L'abolizione dei diritti feudali (1806) e il decreto di soppressione del monastero di San Benedetto (1810) non rappresentarono per la cittadina che un momento fugace di apertura degli spazi di libertà economica; la restaurazione borbonica anzi reintrodusse uno stato di generale oppressione che, come in molte altre città del regno, determinò gli sviluppi dell'azione della Carboneria (già esistente sul territorio nel periodo murattiano). Conversano vide infatti la crescita di due vendite carbonare, attorno alle quali si raccoglieranno le menti più aperte della vivace borghesia cittadina, di orientamento liberale.
Dal 1849 fu addirittura il vescovo locale, Giuseppe Maria Mucedola, di radicate idee giobertiane, a diventare il più acceso sostenitore a Conversano dell'unità d'Italia, tanto che sollecitò alcuni dei discepoli della diocesi, tra i quali Pietro de Bellis, a partecipare ai moti insurrezionali del 1859 contro il governo borbonico. Durante il suo episcopato (1849-1865) promosse il locale seminario, che divenne in breve punto di riferimento per alcuni tra i più brillanti docenti del Mezzogiorno tanto da attrarre studenti da tutta la Puglia, talvolta più per amore degli studi che per effettiva vocazione. Per tale ragione, nel 1876 fu aperto un convitto per i laici che ne avessero voluto frequentare le lezioni.

### Età contemporanea
Dopo l'unità d'Italia, alcune vicende hanno contraddistinto la storia di Conversano: nel 1877 vi si costituì una delle prime società operaie di mutuo soccorso italiane. Nel 1886 una rivolta della popolazione nei confronti dei soprusi del notabilato locale sfociò nell'incendio del municipio e del suo prezioso archivio. Nel 1911 le fiamme distrussero accidentalmente la cattedrale, che ne risultò gravemente danneggiata nei decori e nelle strutture portanti; la ricostruzione fu completata nel 1926.
Nel 1921, prima quindi della marcia su Roma, il giovane deputato socialista locale Giuseppe Di Vagno fu assassinato da una squadra fascista al termine di un comizio nel vicino comune di Mola di Bari.
Nel 1959 Maria Marangelli fu tra le prime donne sindaco d'Italia.
Il dopoguerra e gli anni della ricostruzione, sono stati caratterizzati a Conversano delle lotte sociali e sindacali della locale Camera del Lavoro della CGIL guidata dal segretario Domenico Bolognino. Durante la sua lunga segreteria, dagli anni cinquanta al 1972, riuscì ad aggregare e sostenere le istanze della popolazione contadina e bracciantile, costituente in gran parte la nuova classe povera.
Attraverso una costante ed energica opera di rivendicazione dei diritti, il sindacato riuscì in maniera rilevante a risollevare le condizioni della classe proletaria, garantendo non solo ai lavoratori, ma anche "ai disoccupati, ai bisognosi, ai vecchi pensionati e non pensionati" migliorate condizioni di vita.

### Simboli

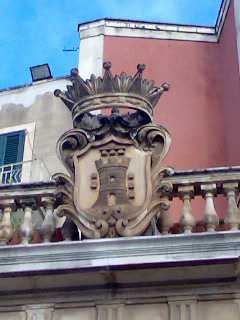
Stemma di Conversano

Conversano, centro di carattere prettamente agricolo, ebbe dapprima come stemma un rastrello con tre denti; poi pur conservando il rastrello, assunse uno scudo ovale, che, contornato di fogliami e sormontato da una corona, ebbe nel mezzo una torre merlata a due piani fiancheggiata da cinque piccoli quadretti o dadi, di cui tre a sinistra e due a destra. Tale stemma, riconosciuto con decreto del capo del governo del 2 luglio 1936, è tuttora in vigore:
(D.C.G. 2 luglio 1936)
La corona ricorda che Conversano è stata sede di contea dalla metà dell'XI secolo. La torre simboleggia la posizione strategica della città e le sue vetuste e forti mura, che l'hanno resa una piazzaforte. Come tale infatti è chiamata nelle antiche carte: Castrum, Fortilitium, Castellum. I cinque piccoli quadretti o dadi rappresentano i cinque casali o villaggi, ossia: Sassano, Iavorra, Agnano, Monterone e Castiglione, che sorgevano nei dintorni di Conversano, quasi all'ombra della protezione del castello comitale.
Dei detti casali due (Sassano e Monterone) erano ad occidente della città, e tre (Iavorra, Agnano e Castiglione) ad oriente.
Il gonfalone, concesso con regio decreto del 24 febbraio 1938, è un drappo di porpora.

## Monumenti e luoghi d'interesse

### Mura megalitiche
Al VI secolo a.C., quando l'abitato di Norba raggiunse l'apice della potenza e della ricchezza, si fa risalire un'importante opera di fortificazione attorno alla collina dove sorgeva la città. Tale cinta muraria, in buona parte inglobata nelle costruzioni successive ma talvolta visibile sul tessuto murario ordinario, era formata da enormi massi parallelepipedi aventi sezione media di 0,60 metri e lunghezza di 1,60, sovrapposti con tecnica a secco così da formare muri spessi fino a 4 metri. Lunghe 790 metri, le mura megalitiche racchiudono un'area di 4,75 ettari.
Tuttora sono presenti tratti delle mura in alcune zone del centro storico.
Presentano tutti i caratteri delle costruzioni proprie dei Pelasgi, e ci dicono che Conversano sorta su quelle mura è da ritenersi una riedificazione di una città distrutta, molto più antica e fondata dai Pelasgi 18 secoli a.C.; epoca in cui emigrarono dall'oriente verso la Puglia.

### Castello

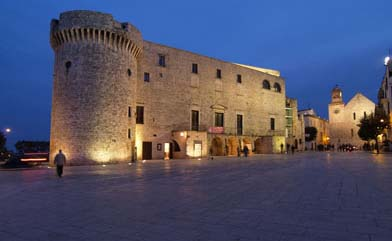
Il castello come appare oggi. Sullo sfondo, campanile e transetto della cattedrale.

Il Castello di Conversano sorge sul punto più alto della collina su cui sorge la città, in una posizione in grado di dominare l'intero territorio circostante fino al mare, e delimita l'antico largo della Corte, un'ampia piazza dalla forma irregolare da sempre fulcro della vita cittadina.
Del castello, che si presenta oggi come una cittadella in pietra costituita da edifici appartenenti a diverse epoche e gusti architettonici, si può apprezzare ora l'aspetto inespugnabile, ora la raffinatezza degli ambienti signorili più tardi. Esso è stato residenza dei conti di Conversano per quasi sette secoli, sin da epoca normanna. Tuttavia la sua storia è ben più antica: probabilmente già al tempo della guerra greco-gotica (VI secolo d.C.). Sullo stesso luogo sorgeva un edificio di difesa che inglobava un tratto delle mura megalitiche dell'antica città di Norba.
Di sicuro i primi feudatari normanni imposero nell'XI secolo la ricostruzione di un maniero sulle rovine del precedente. Del nucleo originario normanno si conserva oggi una torre a base quadrata, nota come Torre Maestra e un affresco posto sulla volta dell'ingresso originario, raffigurante i santi Cosma e Damiano. In seguito, importanti lavori di ampliamento furono realizzati, tra gli altri, dai conti Lussemburgo (XIV secolo) che promossero l'edificazione dell'alta torre circolare all'angolo nord, proprio dove il crinale dell'acropoli si faceva più ripido. Intorno al 1460, gli Acquaviva costruirono una torre a base dodecagonale, più tozza e con le mura a scarpata, particolarmente ardita dal punto di vista ingegneristico: al suo interno infatti, è presente una cisterna attorno alla quale gira un corridoio munito di caditoie, essenziali per la difesa della città.
I secoli successivi videro l'ulteriore trasformazione dell'edificio che a mano a mano andava perdendo i caratteri del maniero per configurarsi come elegante dimora signorile, adatta al prestigio dei potenti feudatari. L'ingresso attuale si apre lungo il muro di cinta posto su piazza Conciliazione, costruito nel 1710 per volere della contessa Dorotea Acquaviva. È possibile così accedere a un cortile interno che a sua volta garantisce l'accesso al porticato tardo-rinascimentale. Ulteriori interventi sul complesso edilizio si sono susseguiti sino alla fine dell'Ottocento.
Attualmente il castello è solo parzialmente acquisito al patrimonio comunale, mentre alcune ali - inclusa la camera nuziale decorata con le scene dell'Antico Testamento di Paolo Finoglio - sono tuttora proprietà private. Nell'area pubblica dell'edificio ha oggi sede la Pinacoteca civica che espone le grandi tele del ciclo della Gerusalemme Liberata sempre opera del Finoglio.

#### Torre Cilindrica

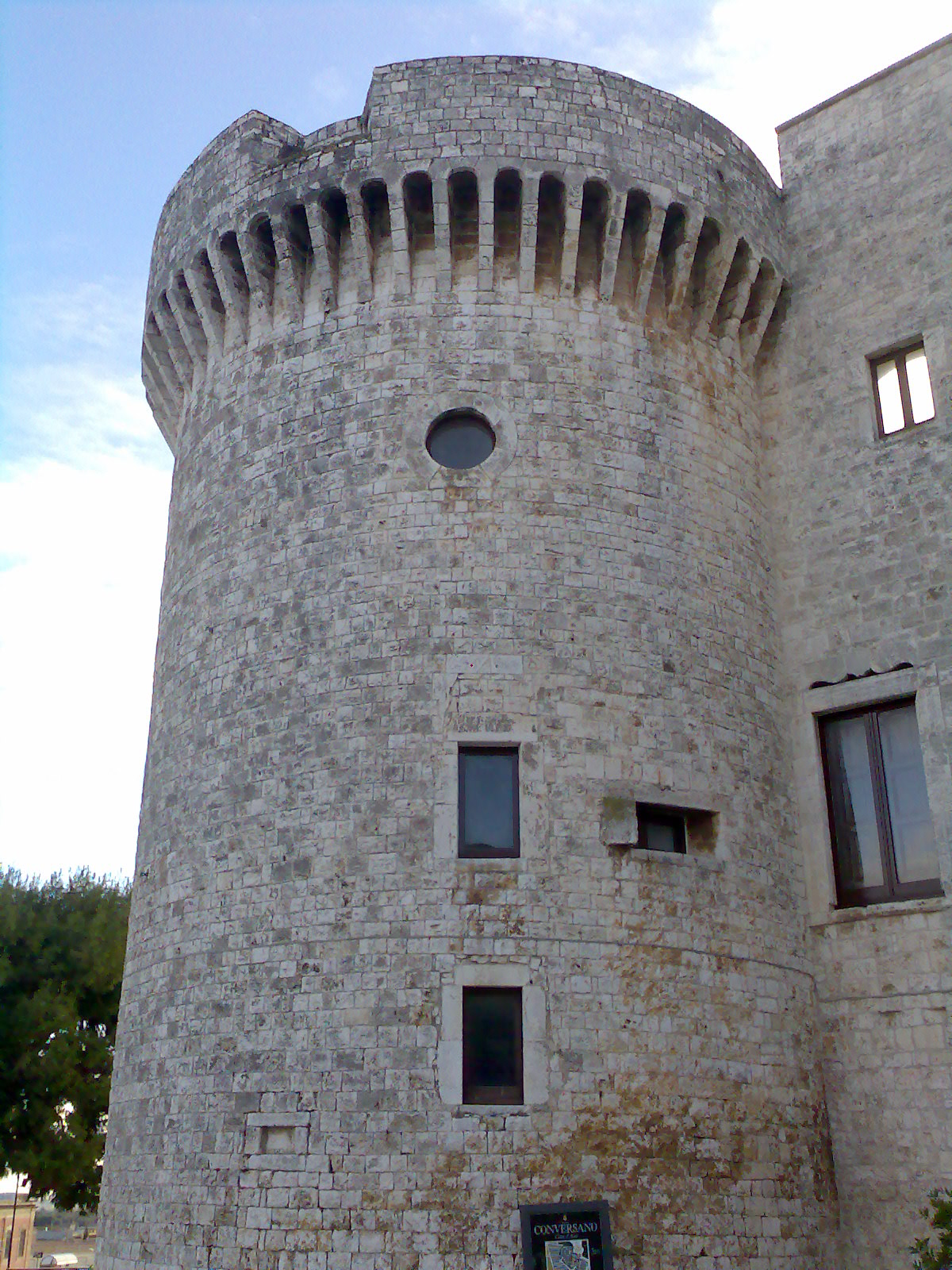
Torre Cilindrica o dei Lussemburgo.

È l'unica Torre del Castello costruita, sebbene in dimensioni più imponenti, secondo la tipologia a pianta cilindrica delle altre più piccole torri addossate alle mura quattrocentesche di Conversano.
La Torre fu aggiunta all'angolo settentrionale, forse sostituendo una più antica Torre quadrangolare, più arretrata, di cui si rilevano le tracce solo nella pianta del Castello.
Essa è il frutto di un intervento di fortificazione fatto operare da Giulio Antonio Acquaviva.
Lo stemma collocato in alto nella muratura, il quale unisce appunto i simboli della casa Acquaviva e degli Orsini, costituisce la "firma" dell'opera.
La Torre, divisa all'interno in più livelli, costituiva un potente baluardo difensivo rispetto all'esterno e, in epoca successiva alla sua edificazione, il parapetto conclusivo sostenuto da mensole fu interrotto in più punti per fare posto all'inserimento dei cannoni.

#### Torre Poligonale
Anche questa torre rappresenta un'aggiunta alle fabbriche più antiche del Castello, edificata quando le nuove tecniche e i nuovi mezzi militari rendevano poco adeguate le antiche strutture.
Da notare è innanzitutto la muratura inferiore inclinata (detta "a scarpa", oggi parzialmente interrata), adatta a respingere i colpi dell'artiglieria. Le strette feritoie visibili nei lati della torre permettevano l'inserimento delle bocche del fuoco, all'epoca contenute all'interno della Torre. Altri cannoni dovevano essere collocati sulla sua copertura, sporgendo dalle interruzioni del parapetto superiore.
La presenza nella muratura di due stemmi a rilievo permette di attribuire l'edificazione al conte Andrea Matteo Acquaviva d'Aragona (1481-1511), figlio e successore di Giulio Antonio.
Si ricorda che proprio quando era conte Andrea Matteo che parteggiava per i francesi, Conversano fu assediata ed espugnata (1503) dalle truppe spagnole del generale Consalvo di Cordova.

### Basilica Minore Pontificia Cattedrale di Santa Maria Assunta

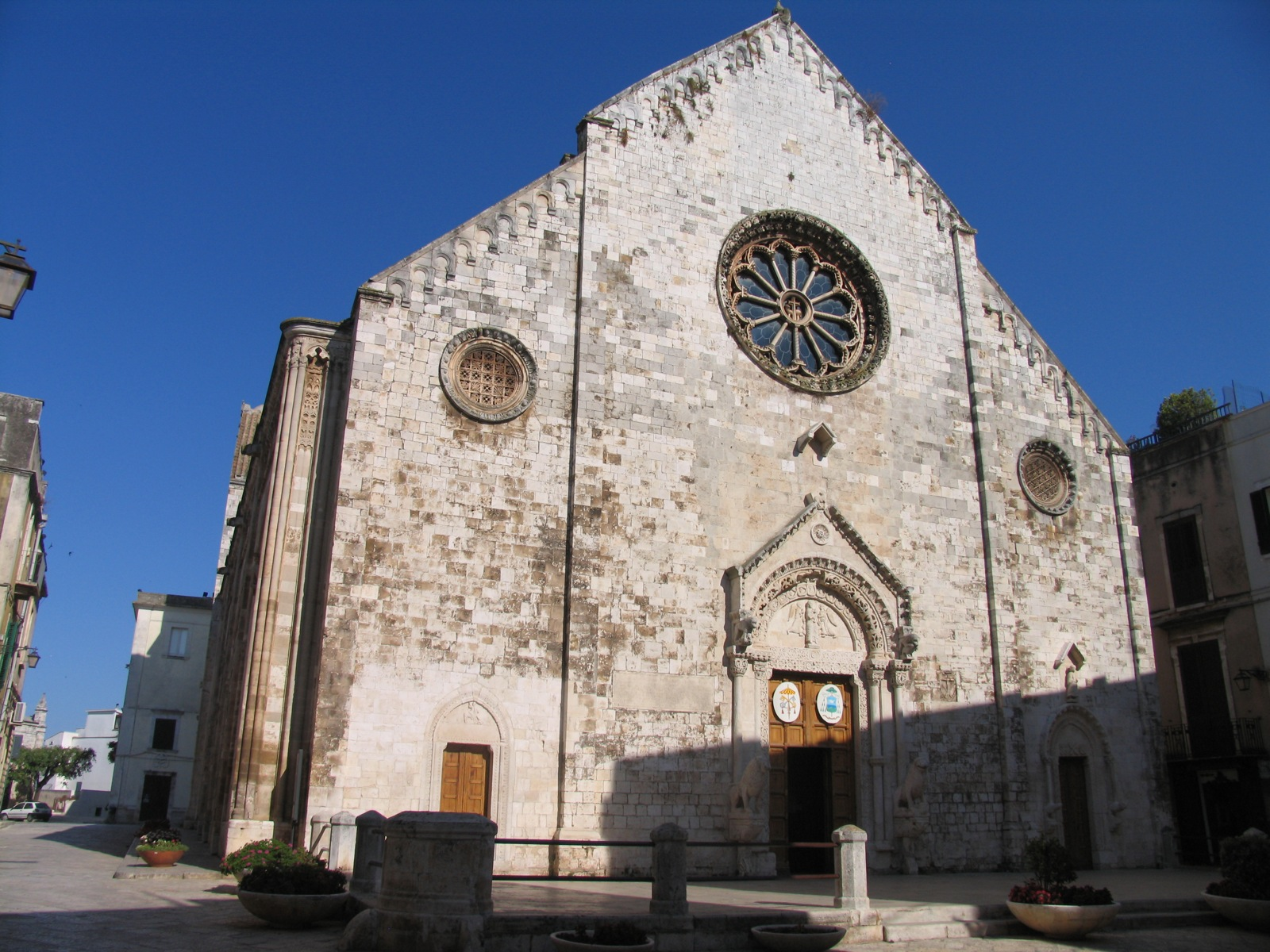
La facciata della cattedrale.

È un riuscito esempio di romanico pugliese. La facciata è di stile trecentesco, cuspidata e tripartita da lesene; ha un coronamento ad archetti, un rosone centrale, due occhi nei corpi laterali e tre portali; di questi il portale maggiore, con baldacchino e leoni stilofori, presenta le cornici riccamente scolpite a foggia di fogliame e, nella lunetta, presenta un bassorilievo raffigurante la Madonna tra due angeli, mentre i laterali presentano lunette ogivali e il portale di destra un archivolto retto da leoni stilofori. Alle testate del transetto vi sono due campanili con grandi bifore; le absidi sono racchiuse in una parete piana, su cui spicca una notevole monofora con arco a denti di sega, capitelli scolpiti e archivolto ogivale.
L'interno, a pianta a croce latina, è suddiviso in tre navate separate da pilastri, alcuni dei quali hanno conservato i capitelli originari, che reggono degli archi a tutto sesto; sopra di essi vi sono i matronei a trifore. Sul terzo pilastro di destra vi è collocato il pulpito, rifatto nel 1927 imitando lo stile romanico. Nella navata destra troviamo di interessante un Crocifisso ligneo del XIV secolo, mentre in quella sinistra vi è una tavola del XV secolo raffigurante la Resurrezione, di scuola dell'Italia centrale. Sull'abside sinistra sono ancora visibili resti di affreschi Trecenteschi sopravvissuti all'incendio del 1911.

### Monastero di San Benedetto
Il monastero di san Benedetto da Norcia è un complesso conventuale che secondo una tradizione non attestata da fonti, il primo insediamento di monaci benedettini a Conversano risalirebbe al VI secolo. Di sicuro esso nel X secolo godeva di un certo benessere, rafforzato nel 1098 dal primo conte di Conversano Goffredo d'Altavilla. Nel 1266 papa Clemente IV affidò il monastero, già dal 1110 sotto la protezione papale, ad un gruppo di monache cistercensi esuli dalla Grecia guidate da Dameta Paleologo; e nonostante fosse ora occupato da un ordine religioso femminile con "In temporalibus e spiritualibus" concesse loro un potere straordinario presente solo in poche parti del mondo cristiano. Infatti le badesse di questo monastero potevano indossare, al pari dei vescovi, la mitra ed impugnare il pastorale, esercitare la giurisdizione vescovile sul clero castellanese, e avvalersi dell'onore del baciamano. L'eccezionale situazione, pressoché unica nella cristianità occidentale, fece coniare per il monastero di San Benedetto la dizione di Monstrum Apuliae ("stupore di Puglia").
Con l'avvento di Gioacchino Murat "Deleatur hoc monstrum Apuliae" (Che questo monstrum delle Puglie venga distrutto) che sanciva la fine della feudalità e la bolla di papa Pio VII "De utiliori" che cambiava l'organizzazione ecclesiale come previsto dal concordato firmato tra la Santa Sede e il Regno delle Due Sicilie, ha termine la storia unica in Italia e particolare di questo monastero benedettino della Puglia.

### Chiesa di Santa Caterina d'Alessandria

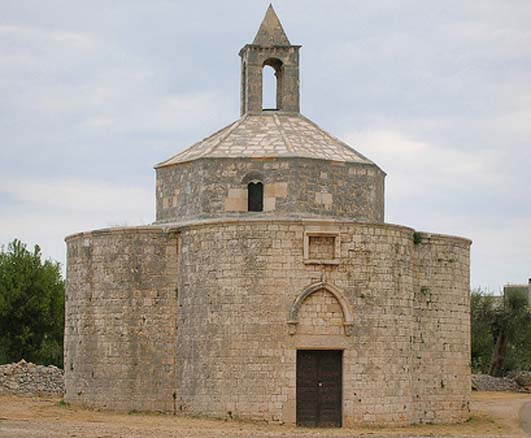
L'esterno della chiesa di Santa Caterina d'Alessandria.

Si tratta di un piccolo edificio a circa 1 km fuori dal centro abitato. La costruzione risale forse al XII secolo
La principale caratteristica della chiesa è la sua pianta quadrilobata con una cupola centrale internamente emisferica racchiusa in un tiburio ottagonale, sul quale insiste un lanternino. Gli interni, in passato affrescati, si presentano ora spogli da ogni decorazione e permettono di cogliere meglio l'armoniosità dei volumi.
In assenza di documenti che ne attestino la data di edificazione, la datazione del monumento è problematica e potrebbe essere fatta risalire ad un periodo compreso tra l'XI e il primo XIV secolo. L'adozione di una pianta così poco diffusa nell'ambito dell'architettura religiosa occidentale svelerebbe degli influssi bizantini. Essa è stata infatti messa in relazione con altri edifici religiosi realizzati nell'area tra Venosa e Canosa.
Per tale ragione la chiesa di Santa Caterina d'Alessandria è stata riconosciuta monumento nazionale.
Recentissime ricerche e studi dimostrano invece che è stato accertato che Santa Caterina d'Alessandria era molto venerata dai Cavalieri Templari, tanto che fra i toponimi più ricorrenti, scelti dai Cavalieri del Tempio per le intitolazioni delle costruzioni ex novo da essi realizzate, vi è spesso Santa Caterina d'Alessandria. La Chiesa rappresenta la postazione in cui i templari ricevevano la benedizione prima di imbarcarsi per mare verso la Terra Santa. A Rodi, in prossimità delle mura la chiesa di San Giorgio mostra un impianto accostabile alla planimetria del Tempietto di Santa Caterina. Per quanto concerne Santa Caterina questo lo si è potuto decifrare anche grazie alla simbologia (quadrato, l'ottagono, il cerchio) emersa grazie ai recenti restauri (2011) prima di imbarcarsi per mare verso la Terra santa. Questa importante testimonianza oggi viene dimostrata dalle visite soprattutto di turisti del Nord Europa, e numerosi sono gli studiosi dei cavalieri templari che vengono a visitarla.

### Torre e rovine di Castiglione
A circa 5 km dal centro cittadino in direzione sud-est, sulla cima di un colle boscoso della contrada Castiglione si staglia un'alta torre a base quadrata, probabilmente con un nucleo trecentesco e rifacimenti del tardo Cinquecento. L'ingresso alla torre è in posizione sopraelevata e richiedeva presumibilmente un ponte levatoio; la sommità è coronata di beccatelli. Attorno alla torre vi sono i resti di una cinta muraria con basamento megalitico che delimitava la cima del colle, dove sono emersi i resti di alcune strade, case e botteghe e i ruderi di una chiesa di impianto basilicale con abside semicircolare, della quale si ha memoria con il titolo dell'Annunziata.
Il toponimo Castiglione, associato ad un centro abitato di modeste ma non trascurabili dimensioni, ricorre infatti nei documenti dal X secolo al 1494 quando probabilmente la piccola comunità si raccolse in Conversano. Ma il villaggio occupava in realtà il sito di un insediamento abitato almeno dall'età del bronzo e vivo in epoca romana, alla quale sembra fare riferimento l'impianto urbanistico. Secondo alcune interpretazioni, Castiglione potrebbe corrispondere alla località riportata nella Tabula Peutingeriana col toponimo Ad Veneris.
Oggi l'intera area è stata recuperata ed è tutelata insieme ai laghi di Conversano.

### Castello di Marchione[10]

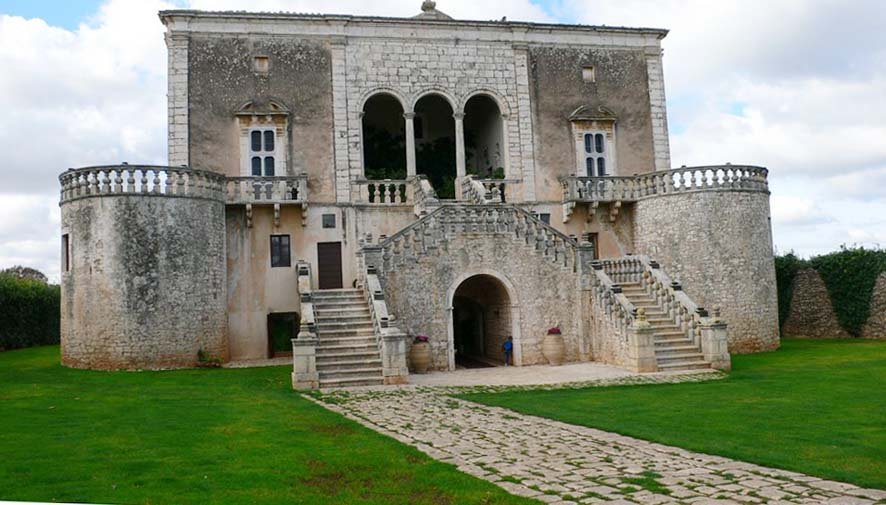
La facciata principale del castello di Marchione.

Si tratta in realtà di un'elegante tenuta di caccia, fatta costruire dagli Acquaviva d'Aragona in un bosco, oggi scomparso, a 6 km da Conversano, presumibilmente attorno al 1730. L'edificio, alla cui realizzazione intervenne Vincenzo Ruffo o altri architetti di scuola vanvitelliana (mentre è dubbio il ruolo rivestito dallo stesso Vanvitelli), si presenta come una costruzione a pianta quadrata, i cui quattro vertici sono caratterizzati da tozze torri circolari in pietra. Il piano superiore, raggiungibile mediante un'imponente scala esterna a doppia rampa, presenta in facciata un loggiato coperto.
Trasformato in masseria a metà del XIX secolo, il castello di Marchione nel 1976 è stato riconosciuto come monumento nazionale. Gli interni, oggi recuperati allo splendore originario, ospitano il ritratto di Giangirolamo II eseguito da Paolo Finoglio.

### Santuario di Santa Rita e Chiesa dei Santi Cosma e Damiano

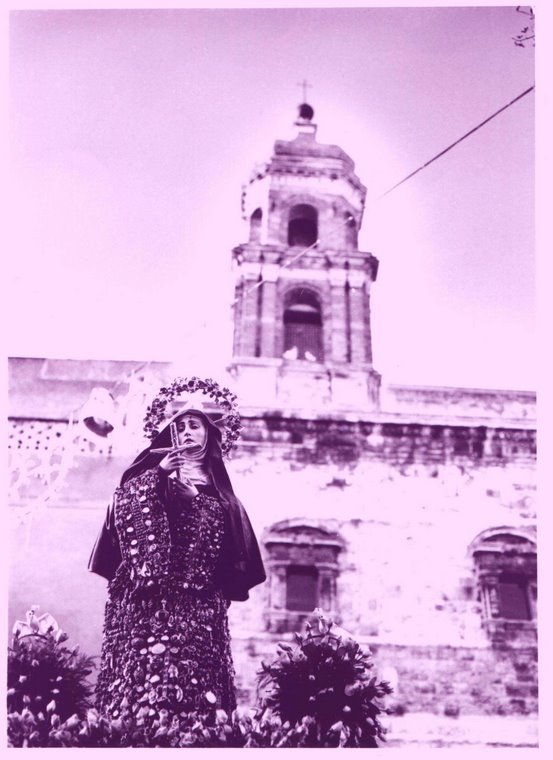
L'immagine suggestiva di Santa Rita portata in processione.

Il primo edificio di culto in Puglia realizzato su modelli barocchi fu fatto erigere nel 1636 dal conte Giangirolamo II Acquaviva d'Aragona, probabilmente come ex voto ai santi Medici per la guarigione del figlio Cosimo. Sullo stesso luogo sorgeva una chiesa preesistente dedicata a San Matteo.
La sobria facciata della chiesa introduce mediante un unico portale ad un'aula interna poco illuminata, nella quale però la luce si riverbera sulle fastose decorazioni dorate ed esalta l'alternarsi dei pieni e dei vuoti dato dalla scansione delle cappelle laterali.
Gran parte dell'arredo iconografico è opera di Paolo Finoglio, che si avvalse anche degli aiuti Carlo Rosa e Cesare Fracanzano. Il soffitto, interamente affrescato tra le cornici aggettanti, reca l'apoteosi dei Santi Medici contornata da alcune scene della loro vita.
Nella chiesa si venera anche Santa Rita da Cascia. La diocesi di Conversano ebbe un ruolo determinante per il processo che condusse alla canonizzazione della Santa dei "casi impossibili", il martedi 22 maggio 1900: al vescovo locale dell'epoca, mons. Casimiro Gennari, si deve infatti l'apertura dell'inchiesta che portò al riconoscimento quale miracolo della guarigione del sarto Cosimo Pellegrini, avvenuta a Conversano nel 1877.Si festeggiano i SS.Medici e S.Rita a prima domenica di ottobre preceduta dalla Novena. Conversano è gemellata con la città Cascia.

### Chiesa del Carmine
Anch'essa barocca, venne realizzata nel 1652 per volere della contessa Isabella Filomarino della Rocca, moglie di Giangirolamo II. Gli interni, ad unica navata secondo le disposizioni liturgiche del Concilio di Trento, presentano una pregevole decorazione in stucchi bianchi e oro. In particolare, l'altare maggiore, con la pala dipinta dall'artista bitontino Nicola Gliri, di scuola finogliesca, si connota per il forte movimento ascensionale. Da segnalare anche il coro in legno intagliato e dorato.

### Chiesa di Santa Maria dell'Isola
Sorge a circa 2 km dal centro cittadino, lungo l'antico tracciato viario che conduceva - e conduce tuttora - a Bari. Venne costruita nel 1462 presso un'antica chiesa rupestre poi abbandonata. Secondo la leggenda infatti intorno alla metà del XV secolo la Vergine Maria sarebbe apparsa ad una fanciulla, indicandole il luogo dove avrebbe trovato una grotta con un suo dipinto. L'edificazione della chiesa fu patrocinata dai conti Giovanni Antonio Orsini del Balzo e Giulio Antonio Acquaviva. Sin dall'inizio essa venne affidata all'Ordine dei Frati Minori osservanti detto degli Zoccolanti, che l'amministrarono fino ai primi anni del XIX secolo.

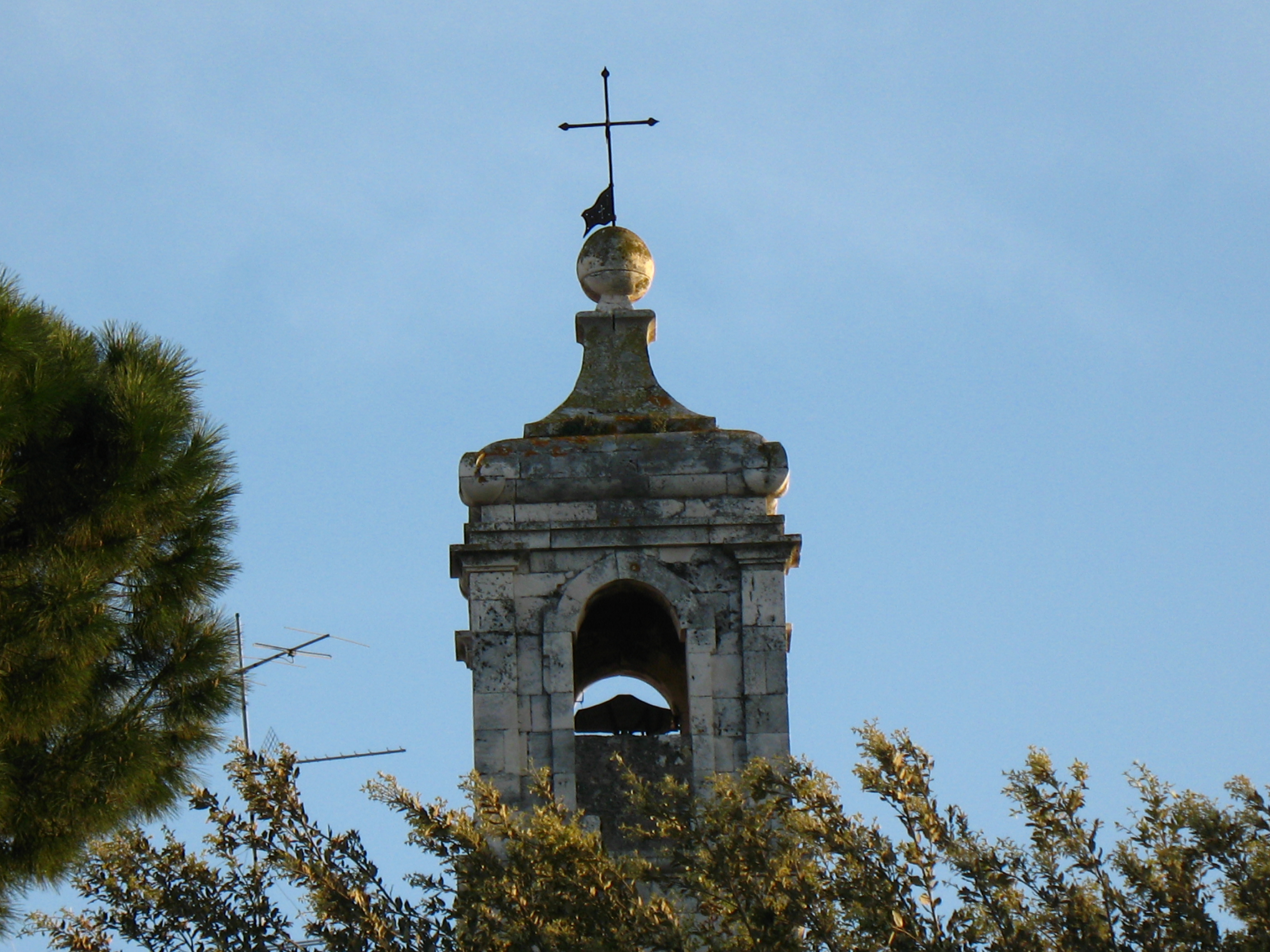
Un campanile

L'edificio si presenta oggi con un'architettura tardo-gotica e un arredo interno per lo più rinascimentale. L'insolita pianta a due navate è frutto dell'ampliamento della chiesa realizzato nel 1530. Nell'abside della navata più antica è conservato il cenotafio (monumento funebre senza la salma) di Giulio Antonio Acquaviva, ucciso nell'assedio di Otranto del 1481. L'opera, realizzata dall'artista salentino Nuzzo Barba in pietre policrome, rappresenta le virtù cardinali e teologali che contornano un'immagine del conte e di sua moglie entrambi vestiti di un saio francescano. Un epitaffio ricorda i meriti del feudatario e le circostanze della morte. Tra gli altri elementi decorativi della chiesa, si menzionano gli affreschi seicenteschi, gli altari in legno scolpito e dipinto e il grande crocifisso in cartapesta e legno che viene portato in processione per la città in occasione del venerdì Santo.
Il monastero sorge attorno a due chiostri: il più piccolo è il più antico e presenta al centro un pregevole pozzo barocco con fregi realizzati in ferro battuto. Quello più grande presenta statue e affreschi di santi per lo più di tradizione francescana.

### Chiesa e convento dei Paolotti
Il complesso conventuale dei Paolotti fu edificato nel 1619 per impulso dell'abate Giulio Cesare di Tarsia. La chiesa, a navata unica, fu riccamente decorata secondo lo stile dell'epoca. Accanto ad essa sorgeva l'area conventuale raccolta attorno ad un chiostro. Pochi anni dopo la soppressione degli ordini religiosi e la confisca dei beni ecclesiastici (1809), il vescovo di Conversano chiese e ottenne l'uso del complesso per installarvi il locale seminario. Nella seconda metà del XIX secolo, l'edificio conventuale fu inglobato in una struttura neoclassica dall'architetto Sante Simone. Un successivo ampliamento dei primi anni del Novecento portò alla costruzione dell'ala ovest deputata a convitto per gli studenti laici del locale liceo. Oggi la porzione più recente della struttura è adibita a liceo, mentre il nucleo centrale ospita tuttora il seminario e la sua ricca biblioteca, che conserva libri e manoscritti dal Cinquecento all'Ottocento, oltre ad una ricca collezione mineralogica.

### Chiesa di Santa Chiara
Intitolata un tempo a san Bartolomeo, l'edificio fu affidato nel 1557 alle monache clarisse. Nel 1649 il conte Giangirolamo II ne finanziò l'ampliamento dell'aula liturgica e della sacrestia, ma fu soprattutto alla fine del XVIII secolo che la chiesa si arricchì di stucchi di Gaetano Laricchia, nuovi altari in pietra, tele di buona scuola del conversanese Simone Tatulli, la cantoria e un organo monacale (ossia con doppi comandi) realizzato nel 1793 da Nicola de' Simone. Nello stesso anno la chiesa venne consacrata dal vescovo di Conversano Nicola Vecchi. Per effetto della soppressione degli ordini religiosi del 1866, nel 1901 le clarisse lasciarono il monastero. Dal 2016 la chiesa è adibita a pinacoteca diocesana.

### Altri monumenti
- Chiesa di San Francesco d'Assisi risalente al 1289 e annesso convento (oggi Palazzo Comunale).
- Chiesa di Santa Maria della Croce risalente al 1580 e annesso convento (già sede dei Frati Cappuccini).
- Chiesa di San Rocco, dedicata al patrono degli appestati, fu ampliata a più riprese in occasione delle epidemie di peste che hanno colpito la cittadina nei secoli XVI-XVII.
- Chiesa del Purgatorio, dalla fine del Settecento sede dell'omonima arciconfraternita, istituita nel 1643 col nome di Santa Maria del Suffragio. Degno di nota è lo storico organo Nicola De Simone (1791), strumento perfettamente funzionante che ha conservato quasi tutte le canne originali.
- Villa Garibaldi, realizzata alla fine XIX secolo in posizione sopraelevata presso il centro della cittadina. L'impianto ricorda quello di un giardino all'italiana, con una vegetazione imponente che disegna lunghe passeggiate e si alterna a scalinate prospettiche munite di fontane. Diversi busti celebrano le principali personalità della cultura italiana dell'Ottocento.

### Ilaghidi Conversano

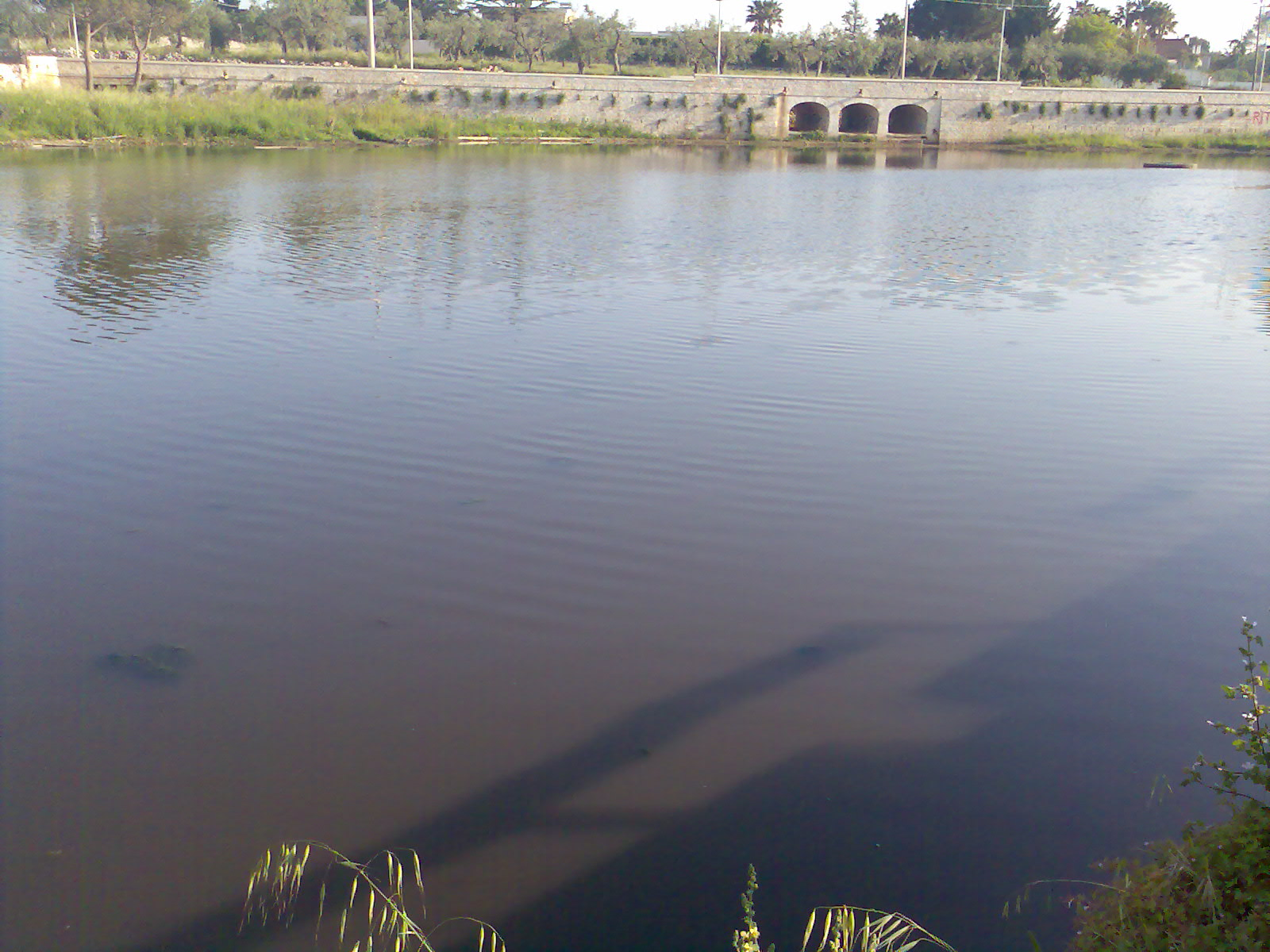
Lago Sassano

La natura carsica dell'agro di Conversano è evidente nelle numerose doline prive di inghiottitoio che contraddistinguono il territorio comunale e che a seguito di piogge abbondanti si trasformano in piccoli bacini idrici. L'importanza di tali depositi d'acqua per l'agricoltura di un territorio altrimenti privo di acque superficiali fece sì che già in epoca romana, nei punti più bassi delle depressioni naturali, venissero costruite delle cisterne profonde fino a 12 metri, allo scopo di immagazzinare l'acqua il più a lungo possibile preservandola dall'evaporazione. Undici di tali cisterne sono tuttora conservate e sono state sino ad epoca recente utilizzate come fonte di approvvigionamento idrico per i campi circostanti.
Il particolare habitat dei laghi risulta fondamentale per la fauna anfibia e rettile; in particolare, si riscontra la presenza del tritone italico, del rospo smeraldino e della biscia d'acqua. Dal 1985 pertanto i laghi di Conversano sono stati dichiarati riserva naturale erpetologica. Essi inoltre costituiscono un punto di sosta per le migrazioni di diverse specie avicole, quali anatre, oche, aironi e fenicotteri. Recentemente, l'Unione Europea li ha classificati come siti di interesse comunitario per la conservazione del patrimonio naturale.
- Lago Sassano
- Lago Castiglione
- Lago di Chienna
- Lago Agnano
- lago Iavorra
- lago San Vito

## Società

### Evoluzione demografica
Abitanti censiti

### Etnie e minoranze straniere
Gli stranieri residenti nel comune sono 813:

## Cultura

### Istruzione

#### Scuole
Hanno sede a Conversano:
- Il liceo ginnasio "Domenico Morea", erede della tradizione del seminario minore della diocesi ed istituito come scuola parificata nel 1861 dal vescovo Mucedola. È intitolato al sacerdote e storico alberobellese che per quaranta anni lo diresse, rendendolo uno sei più prestigiosi centri di istruzione della provincia. Possiede una biblioteca con 15000 volumi, per lo più di argomento filosofico classico, filosofico cattolico, storico, artistico e umanistico, e un gabinetto di scienze naturali, risalente al 1882 e comprendente quattrocento reperti animali, un centinaio di reperti vegetali, una collezione mineralogica e litologica di mille pezzi. Fino alla prima metà del XX secolo era dotato di un ampio convitto per l'accoglienza degli studenti laici provenienti dai comuni dell'intera provincia.
- il Liceo Scientifico "Sante Simone".
- l'Istituto Magistrale "San Benedetto".
- l'Istituto Professionale per i Servizi Sociali "Severina De Lilla".

#### Musei
Museo civico archeologicoOspitato presso il Monastero di San Benedetto, presenta un percorso guidato relativo al popolamento di una vesta area del sud-est barese in epoca preistorica ed espone i ritrovamenti archeologici relativi agli abitati di Norba e Castiglione.
Pinacoteca civica
Ha sede presso il castello ed espone in particolare l'intero ciclo della Gerusalemme Liberata di Paolo Finoglio.
Pinacoteca Diocesana
Ha sede presso la chiesa di Santa Chiara ed espone preziose tele e statue dal Cinquecento all'Ottocento provenienti da chiese conversanesi, tra le quali il ritratto del Beato Rodolfo Acquaviva d'Aragona di Paolo Finoglio, l'Annunciazione  e la Madonna del Rosario di scuola finogliesca, il secentesco Matrimonio mistico di Santa Caterina d'Alessandria e il Cristo Risorto di Samuele Tatulli.

#### Biblioteche
Polo bibliotecario comunaleComprende la biblioteca ed emeroteca civica "Maria Marangelli" e la biblioteca del Centro Regionale dei Servizi Culturali (CRSEC), ambedue site presso l'ex convento di San Giuseppe.
Archivio Diocesano, Archivio Capitolo Cattedrale e Biblioteca del seminario vescovileContiene una ricca collezione di manoscritti pergamenacei e cartacei (dal X secolo) e libri dal Cinquecento all'Ottocento, più una sezione moderna dedicata alle opere di teologia e di storia locale ed ecclesiastica e ai microfilm di manoscritti relativi a Conversano custoditi in altre biblioteche italiane ed europee. Nella stessa sede sono esposti circa 4000 reperti di mineralogia.

### Media

#### Stampa
Hanno sede a Conversano diverse testate giornalistiche:
- Fax settimanale, edito dal 1996;[14]
- Webtvpuglia.it, edita dal 2008;
- La Vipera, edita dal 2011;[15]
- Foglie, quindicinale di informazione tecnico agraria della Regione Puglia.

#### Radio e televisione
Dal 1976 Conversano è sede dell'importante gruppo radiotelevisivo Norba, costituito dai canali televisivi Telenorba, Teledue, Telepuglia 9 e TG Norba 24 più l'emittente radiofonica Radionorba, presente dal 2012 anche come canale televisivo col nome Radionorba Television. L'ammiraglia del gruppo, con un bacino d'utenza che copre quasi l'intera Italia meridionale, è dalla metà degli anni ottanta la più seguita emittente locale italiana.
I principali studi del gruppo televisivo sono situati nello storico complesso di via Pantaleo, proprio a Conversano.
Nel 1977 nel centro storico di Conversano, in via Panaro, nasce radio Emme2, radio locale fondata durante il periodo del boom della radio locali. Fondata dai fratelli Teofilo è la vera radio locale cittadina, essendo circoscritta al solo territorio di Conversano.

### Cinema

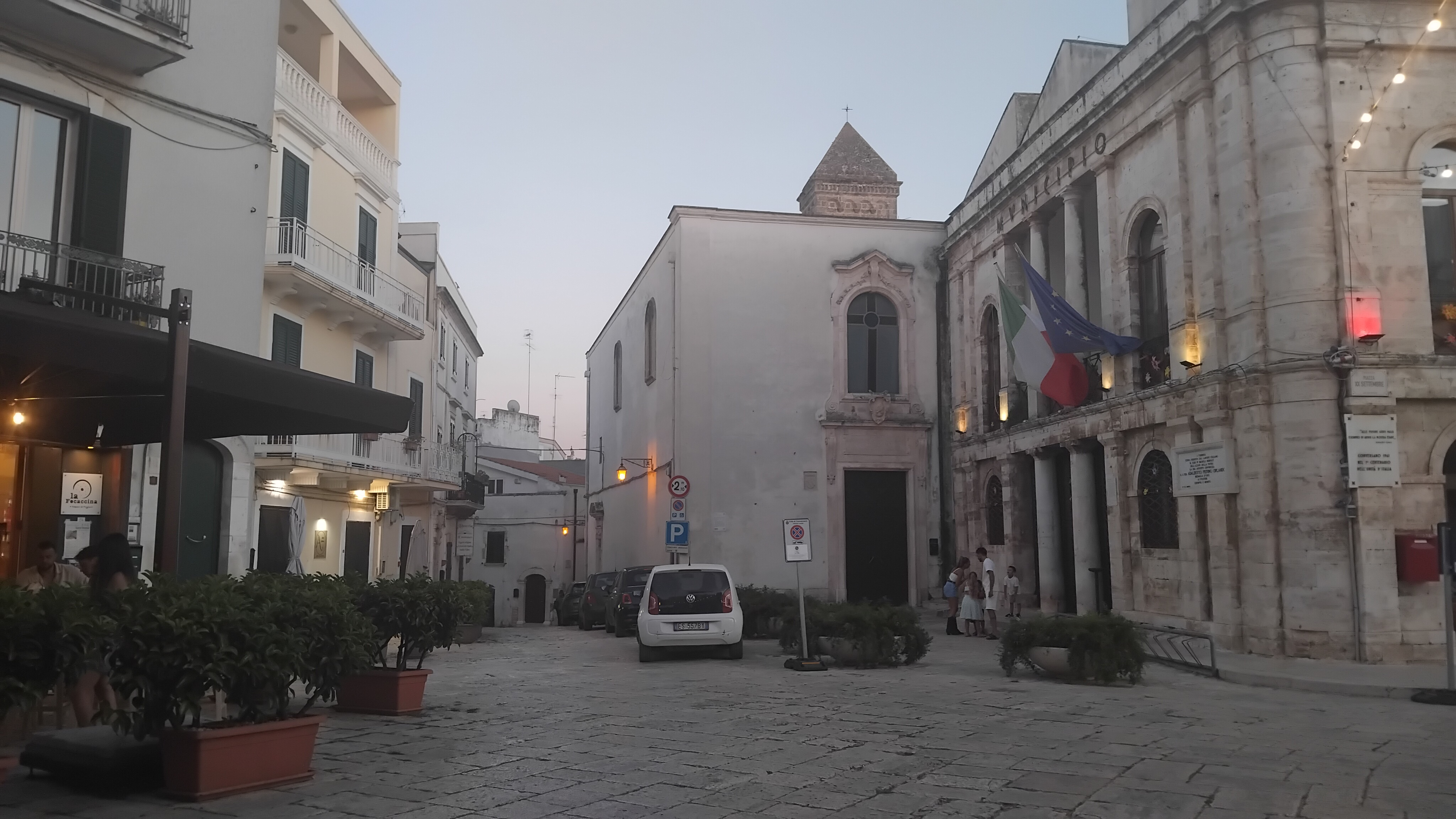
Il municipio e il centro storico sono stati uno dei luoghi principale per le riprese di Quo vado? (2016)

Il comune si è trasformato in un set cinematografico in almeno sei diverse occasioni.
Nel 1965, Mario Monicelli diresse Marcello Mastroianni e Margaret Lee in Casanova '70. Nel 1997 vi furono girate alcune scene de Il viaggio della sposa di Sergio Rubini, con Giovanna Mezzogiorno e Umberto Orsini. Il film, ambientato nel 1636, narra l'avventuroso viaggio da Atri, in Abruzzo, a Conversano della nobile Porzia Colonna, promessa sposa del conte della città.
Nel 2003, Mimmo Mongelli ha diretto La casa delle donne, ispirato al romanzo omonimo di Maria Marcone. Due anni più tardi Lucio Giordano ha girato nella frazione di Triggianello il film Le bande. Nel 2009, Franco Salvia ha diretto presso il Castello di Marchione Trappola d'autore con Orso Maria Guerrini e Ángela Molina. Il film è stato prodotto da Idotea, una casa cinematografica con sede in Conversano. Infine, nel 2012 il Liceo Classico Domenico Morea è stato sede di alcune scene del film di Dario Acocella Si può fare l'amore vestiti? un film con Bianca Guaccero.
Nel 2016, Gennaro Nunziante ha girato a Conversano buona parte del suo film Quo vado?, con protagonista Checco Zalone, trasformando il centro storico della città in un set cinematografico.

### Musica
Conversano mantiene un'antica tradizione bandistica. La prima istituzione musicale stabile della città, erede di altre organizzazioni avventizie senz'altro presenti sino ad allora, risale al 1832, quando venne diretta da Vitantonio Lavolpe, già maestro di cappella della cattedrale e forse compositore di inni giacobini durante la rivoluzione napoletana del 1799. Presto, la banda di Conversano divenne un'apprezzata scuola di composizione bandistica e nel 1900, sotto la direzione di Saverio Fusco, contava su quaranta elementi stabili e beneficiava di un contributo comunale di 5200 lire. Nel 1923 assunse la denominazione di "Gran concerto bandistico città di Conversano". Dal 1925 fu affidata al riminese Giuseppe Piantoni, che la diresse sino 1950, anno della sua morte, con un'interruzione tra il 1929 e il 1934, quando si alternarono i direttori Pietro Marincola e Giovanni Orsomando. A Piantoni succedette il barese Gioacchino Ligonzo che ne tenne la direzione a lungo. 
Allo storico "Gran concerto bandistico", oggi intitolato a Piantoni, dal 1992 si affianca la "Grande Orchestra di Fiati Gioacchino Ligonzo", diretta ininterrottamente dal maestro Angelo Schirinzi, e dal 2014 l'orchestra Norbapulia.
Dal 1985 l'Associazione Culturale Musicale - Centro Studi Giuseppe Piantoni è depositaria della storia artistica della banda municipale, dotata di un ampio archivio fotografico e audiovisivo e di una biblioteca. Dal 1995 nella cittadina viene inoltre organizzata in estate "Bandalarga", un festival musicale di concerti bandistici, brass, orchestre e fanfare.

### Eventi
- Sant'Antonio Abate (17 gennaio): La festa si svolge nel quartiere cittadino della parrocchia Sacro Cuore, nel quale esisteva un'antica chiesetta oggi scomparsa ma sostituita da una struttura nuova e più grande. A sera, dopo la tradizionale messa con la benedizione degli animali, i festeggiamenti civili con il tradizionale grandissimo falò, il piccolo luna park, la pesca di beneficenza, le specialità caserecce alimentari e l'estrazione di premi.
- Settimana Santa[19]: Uno dei riti più sentiti e partecipati dalla popolazione conversanese è senz'altro quello delle manifestazioni religiose legate alla Settimana Santa. Il giovedì Santo, così, vi è l'addobbo dei "Sepolcri" nelle chiese parrocchiali e del centro storico: una rappresentazione dell'ultima cena che nella tradizione locale i cittadini amano ricordare (seppur erroneamente) come "visita dei sepolcri". La visita si conclude presso il monastero di Santa Maria dell'Isola (sulla provinciale per Rutigliano, ad 1,5 km dal centro abitato) dove si venera il "Cristo Nero", un antico crocifisso che viene esposto al culto dei conversanesi i quali, spesso a piedi, raggiungono il complesso per baciare il piede della sacra effigie[20]. Il Cristo Nero poi viene portato in processione alle prime luci dell'alba sino al centro della città, laddove giunge intorno a mezzogiorno. La tradizione vuole che il Cristo arrivi sempre prima della statua della Vergine Addolorata, la quale incomincia dalla Chiesa del Carmine, in tarda mattinata, il suo angoscioso peregrinare per le strade di Conversano alla "ricerca" del Figlio[21]. Nel pomeriggio del venerdì, poi, il momento più suggestivo dei riti pasquali con la processione delle statue dei "Misteri", che rappresentano Passione e morte di Cristo (conservate nella chiesetta della Passione appunto) e di una seconda statua della Vergine Addolorata, venerata nella chiesa del Purgatorio. La toccante processione, che si snoda lungo le vie del centro storico fino a sera, viene accompagnata dalle note della banda e dei cantori del "Miserere".[22]
- Festa patronale della Madonna della Fonte (quarta domenica di maggio)[23]: festeggiamenti civili e religiosi con processioni, bande musicali, illuminazioni, fuochi d'artificio, lancio di palloni, attività sportive e culturali.
- Sant'Antonio di Padova (13 giugno): La festa si svolge presso la chiesa di S. Francesco: novena, processione, altarini allestiti dai bambini nei vicoli del centro storico, distribuzione del pane di Sant' Antonio, come da tradizione.
- Madonna S.S. del Carmine (16 luglio): La chiesa ex conventuale del Carmine, oggi parrocchia, festeggia il 16 luglio la Vergine del Carmelo, portando in processione insieme alla statua della Madonna anche quella di S. Elia. Molto antica è la confraternita che fa capo alla chiesa. Festeggiamenti con luminarie, bande musicali e fuochi d'artificio.
- Maris Stella (prima domenica di agosto): La festa si svolge presso l'omonima parrocchia: Sagra del bocconotto, musica folcloristica.
- San Rocco (16 agosto): La chiesetta medievale di San Rocco si occupa del mantenimento e della organizzazione della festa, che viene accompagnata da una tradizionale "Cavalcata": cavalli appositamente addobbati, cavalcati da bambini e da giovani in costume.[24]
- Imaginaria Film Festival (fine agosto): dal 2003 è il principale festival internazionale pugliese dedicato al cinema d'animazione e si svolge prevalentemente nel Complesso di San Benedetto.
- SS. Medici e S. Rita (prima domenica di ottobre)[25]: nella chiesa conventuale di S. Cosma (sec. XVII), recentemente restaurata nei suoi splendidi stucchi barocchi, si celebrano le funzioni religiose per i SS. Medici (antichi protettori della città) e Santa Rita. La ricorrenza, che tradizionalmente sancisce l'arrivo dell'autunno, è di grande richiamo tra i fedeli: le statue sfilano in processione con il loro ricchissimo corredo di oggetti preziosi (donativi di devoti). Nella chiesa si conservano antiche reliquie. La festa civile (luminarie, bande musicali, fuochi d'artificio, luna park) è la seconda per importanza nel paese, dopo quella sentitissima della protettrice Madonna della Fonte.
- Festa patronale di San Flaviano (24 novembre): semplice ma seguita dai fedeli la processione della statua del Santo, venerata nella Basilica Cattedrale. Nel giorno della festa si tiene anche la tradizionale fiera con stand di abbigliamento, vendita di animali, mobilia e complementi d'arredo.
- Sagra delle ciliegie (giugno): Allestimento di stands per la degustazione e la vendita di tipiche e rinomate varietà di questa importante produzione locale come la ciliegia Ferrovia.
- Immacolata (8 dicembre): la festa, che apre l'imminente Natale, si svolge presso la chiesa di S. Francesco: novena, processione, Sagra della pettola natalizia.
- Santa Lucia (13 dicembre): la festa è organizzata dalla Rettoria della Passione[26]: novena, processione, presepe artistico, musica e gastronomia.[27]

## Geografia antropica

### Urbanistica

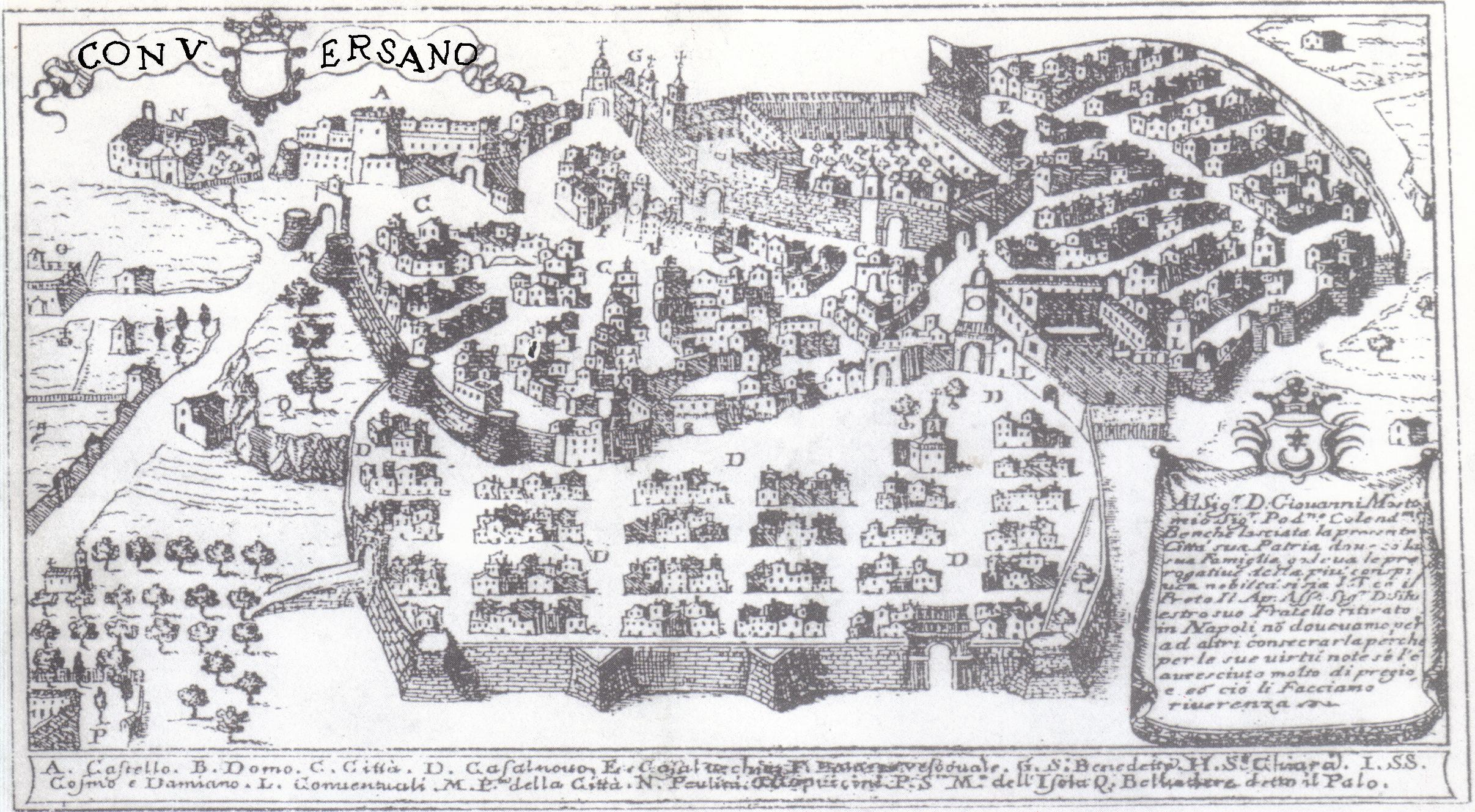
Conversano nella fine del Seicento.

Il centro storico è diviso in tre parti: la città medievale che ha una pianta ellittica, il Casalvecchio e il Casalnuovo.
Il Casalvecchio, una vera 'addizione' quattrocentesca, nacque quando gli abitanti di Castiglione si trasferirono in città e si organizzò secondo un ordinato sistema stradale: sulla strada pubblica (l'odierna via Arringo) che costituiva l'asse longitudinale del casale si innestarono da entrambi i lati altre stradine, creando uno schema a spina di pesce, osservando la pianta del quartiere è possibile constatare che il Casavecchio abbia avuto origine presso il monastero di San Francesco (ora sede del Comune).
Il "Casalnuovo" faceva parte di una pianificazione di espansione della città che rimase immutata fino agli inizi dell'Ottocento, infatti la popolazione cittadina di Conversano rimase chiusa nelle sue antiche mura fino al 1870.
All'antica Norba si accedeva per tre porte: una al largo, chiamato attualmente della Corte, demolita verso il 1835, l'altra, ove ora è l'arco Carelli e la terza ove è l'Arco delle Gabelle, così denominato perché posto in prossimità delle gabelle, degli edifici medioevali dove venivano riscosse le tasse sul macinato. Dalla prima partiva una strada per Bari, dalla seconda per Altamura e dalla terza per Castiglione. Successivamente all'espansione, l'arco delle gabelle fungeva da porta di comunicazione tra la cittadella medievale e il primo borgo realizzato fuori dalla cinta medievale nel XV secolo e denominato Casalvecchio, l'arco Carelli tra la cittadella e il Casalnuovo e la porta del largo faceva comunicare la cittadella con le campagne e la strada per Cozze e Bari.
Osservando una pianta della città si intuisce che Conversano attualmente si espande in modo predominante verso occidente come ha voluto l'architetto Sante Simone e ha una forma a raggiera.

### Frazioni
Nel territorio di Conversano, a 5 km dalla cittadina, sorge la frazione di Triggianello, sorta nel 1878 come villaggio operaio annesso ad uno stabilimento per la lavorazione e il commercio dei prodotti vitivinicoli di proprietà del castellanese Saverio De Bellis: egli provvide alla costruzione delle abitazioni per le famiglie dei lavoratori e diede all'insediamento il nome di "Villanova", che era anche il marchio con il quale era commercializzato il vino che vi si produceva. Il villaggio fu dotato di un ufficio postale e telegrafico e in pochi anni sfiorò i seicento residenti. Nonostante le aspettative dell'imprenditore De Bellis, la frazione non fu mai connessa alla rete ferroviaria e questa fu una delle cause del suo mancato ulteriore sviluppo.
Oggi l'abitato di Triggianello, che ha mantenuto l'originaria vocazione agricola, si caratterizza per l'imponente chiesa di Santa Maria Addolorata, costruita nel 1916 e dichiarata Parrocchia nel 1939, fuori scala rispetto alle modeste dimensioni della frazione proprio perché fu progettata per servire un abitato che nelle intenzioni avrebbe dovuto essere molto più vasto.

## Economia
La realtà economica di Conversano presenta una notevole vivacità e diversificazione.
Il settore, primario, forte di un contado piuttosto ampio e fertile, è specializzato nelle produzioni arboree tradizionali, tra le quali i mandorleti, i ciliegeti e uliveti. In particolare, la cittadina promuove le locali ciliegie di cultivar ferrovia - cosiddette perché particolarmente indicate per l'esportazione - dedicando loro una sagra nella seconda metà di maggio.
Anche il settore secondario presenta diverse piccole e medie imprese industriali di rilievo, sia nell'agroindustria (con produzione soprattutto di conserve, gelati e surgelati) che nel settore metalmeccanico.
Il terziario, oltre che sulla presenza di Telenorba, conta su un promettente turismo culturale.

## Infrastrutture e trasporti

### Strade
La viabilità attorno a Conversano è imperniata su una rete di strade di rilevanza locale: la ex strada statale 634 delle Grotte Orientali che corre parallela alla linea di costa collegando i comuni del primo gradone murgiano a sud di Bari, congiunge la cittadina con Rutigliano e Castellana Grotte; diverse strade provinciali la collegano ai comuni di Casamassima, Turi, Putignano, Monopoli, Polignano a Mare, e a Cozze, frazione di Mola di Bari dalla quale è possibile immettersi sulla strada statale 16 Adriatica, che assicura alla cittadina i collegamenti di lunga percorrenza.

### Ferrovie
La stazione di Conversano sorge lungo la linea Bari-Putignano-Martina Franca delle Ferrovie del Sud Est, denominata "linea 1".

### Autolinee
La mobilità extraurbana è garantita dalla rete di autobus delle Ferrovie del Sud Est di carattere regionale.

## Amministrazione
| Periodo         | Periodo         | Primo cittadino     | Partito                    | Carica                    | Note |
| --------------- | --------------- | ------------------- | -------------------------- | ------------------------- | ---- |
| 14 luglio 1988  | 6 agosto 1990   | Francesco Cavallo   | Partito Comunista Italiano | sindaco                   |      |
| 6 agosto 1990   | 23 maggio 1995  | Luigi Fanelli       | Democrazia Cristiana       | sindaco                   |      |
| 23 maggio 1995  | 11 giugno 2002  | Vittorio Bonasora   | centro-sinistra            | sindaco                   |      |
| 11 giugno 2002  | 22 luglio 2002  | Domenico Macchia    | Democratici di Sinistra    | sindaco                   |      |
| 22 luglio 2002  | 10 giugno 2003  | Antonella Bellomo   |                            | commissario straordinario |      |
| 10 giugno 2003  | 29 aprile 2008  | Francesco Iudice    | UDC                        | sindaco                   |      |
| 29 aprile 2008  | 10 ottobre 2017 | Giuseppe Lovascio   | Popolo delle Libertà       | sindaco                   |      |
| 10 ottobre 2017 | 2 luglio 2018   | Rosa Maria Padovano |                            | commissario straordinario |      |
| 2 luglio 2018   | 20 maggio 2020  | Pasquale Loiacono   | centro-sinistra            | sindaco                   |      |
| 5 ottobre 2020  | in carica       | Giuseppe Lovascio   | centro-destra              | sindaco                   |      |

### Gemellaggi
- Cascia (PG), dal 22 maggio 1998. A Conversano nel 1877 si verificò il miracolo ritenuto decisivo per la canonizzazione di Santa Rita da Cascia.
- Nardò (LE), dal 29 marzo 2008. Le cittadine furono infatti entrambe feudo della casata Acquaviva d'Aragona.
- Fratta Polesine (RO), dall'8 giugno 2008. Vi nacque Giacomo Matteotti, socialista vittima del fascismo come il conversanese Giuseppe Di Vagno.
- Recanati (MC), dall'8 giugno 2008, città natale di Nicola Badaloni, altro socialista come Di Vagno.
- Trecenta (RO), dall'8 giugno 2008. In questo comune morì Nicola Badaloni.
- Betlemme, dal 13 agosto 2009. Conversano città della Pace.
- Atri (TE), dal 17 giugno 2010. Atri e Conversano ebbero il lungo dominio degli Acquaviva d'Aragona.

## Sport

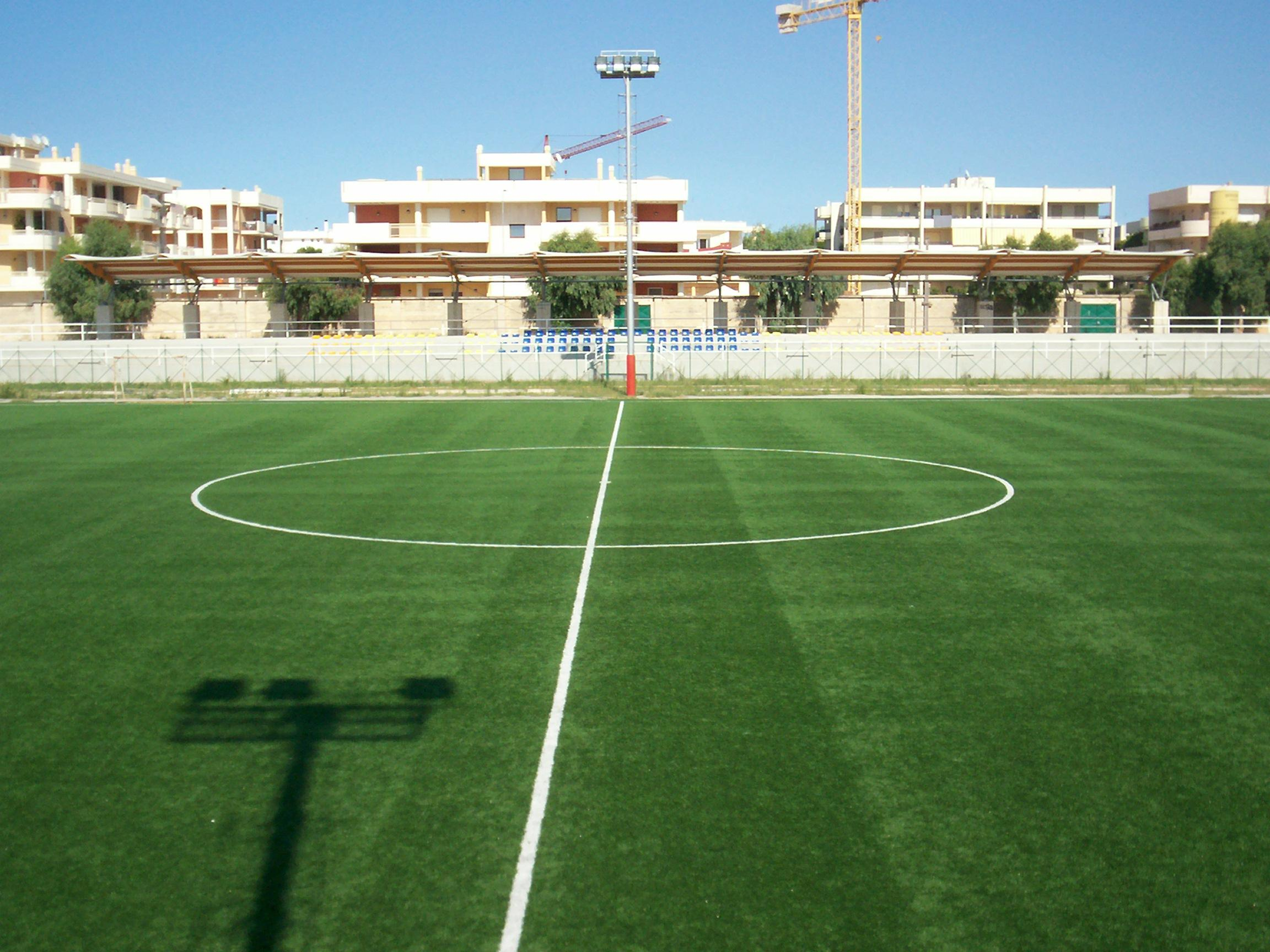
Stadio Peppino Lorusso

Conversano è una città molto attiva dal punto di vista sportivo, soprattutto nel calcio, nella pallamano e negli sport da combattimento (k1- kick boxing).

### Calcio
Le due squadre di calcio della città sono: l'Associazione Sportiva Dilettantistica Norba Calcio Conversano e l'Unione Sportiva Dilettantistica Civitas Conversano 1924 che militano corrispettivamente nel campionato di promozione pugliese e 2ª Categoria entrambi nel Girone B. Tuttavia la storia calcistica di Conversano si intreccia con quella regionale : nella stagione 1943-'44, in pieno conflitto bellico, mentre i tedeschi risalivano l'Italia , U.S. Conversano vinse il titolo di Campione dell'Italia libera, essendosi classificata prima in un campionato cui partecipavano le sole formazioni del territorio pugliese liberato dalle forze alleate. Sebbene quello titolo non sia mai stato ufficializzato, la circostanza è stata attestata da un diploma della FIGC.
Nel luglio 2009 la FIGC su richiesta del Comune di Conversano ha riaperto l'istruttoria per il riconoscimento del titolo di questo torneo del 1943-44. In quella stagione, l'U.S. Conversano annoverava tra le proprie file anche il "gatto magico" Leonardo Costagliola, portiere poi convocato in Nazionale.
In rapida espansione il fenomeno cittadino del Calcio a 5. Il quintetto di spicco è quello della ASD. Azzurri Conversano che a cavallo del 2010 disputò due stagioni in serie A2. Altre realtà cittadine sono il Real Toco e l'Aiace Conversano, entrambe con esperienza nei campionati nazionali. Quest'ultima in particolare è nata nel 2007 come squadra di Calcio a 5 femminile a cui successivamente si è aggiunta la squadra maschile alla quale ha ben figuratio in campionati regionali e a livello giovanile anche nazionali. Le partite si svolgono al palazzetto dello sport Andrea Castellaneta.

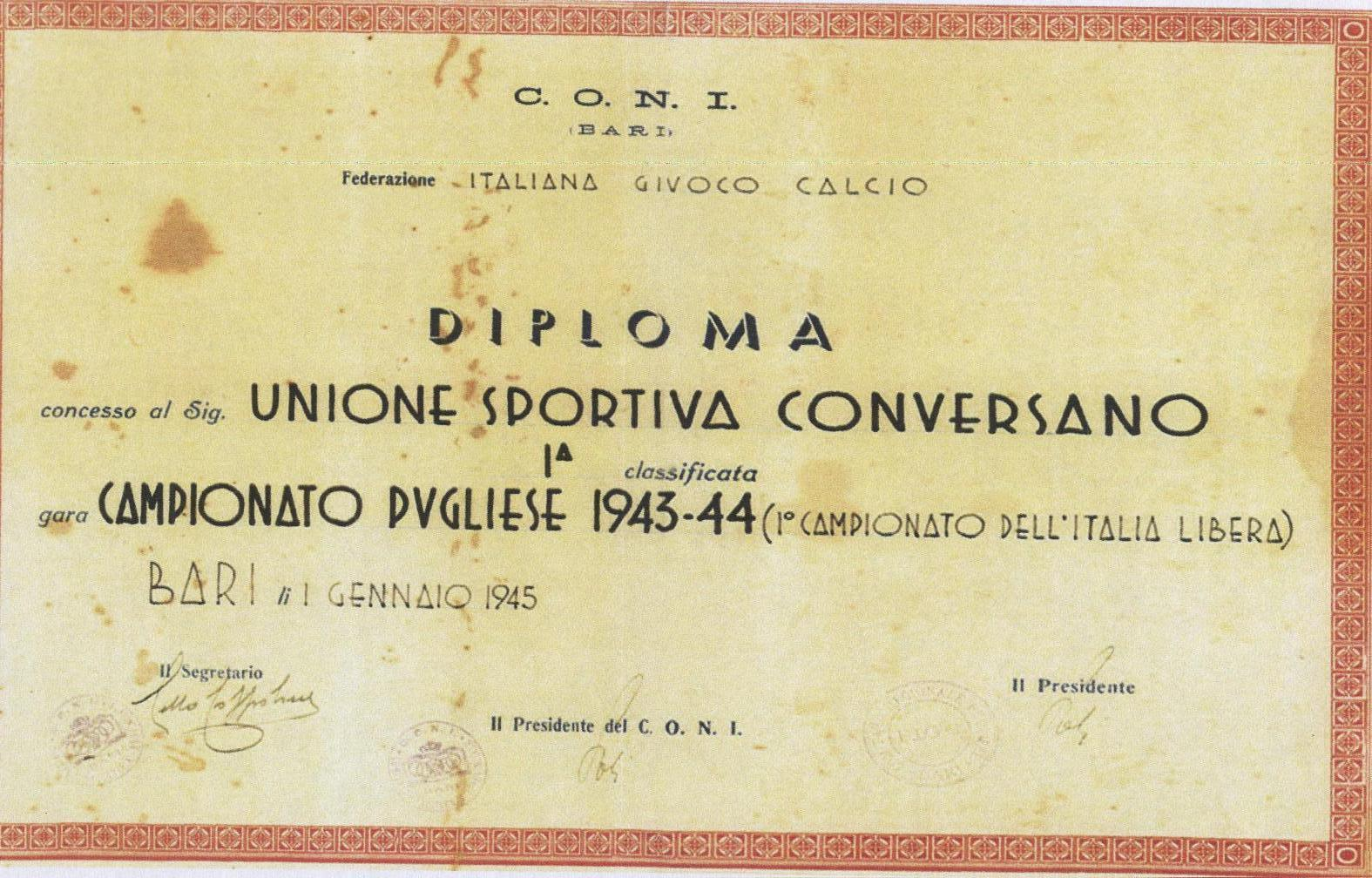

### Pallamano
La società con più blasone è la Pallamano Conversano, squadra maschile detentrice in anni recenti di cinque scudetti e cinque Coppe Italia. Fondata nel 1973, la locale squadra di pallamano è dal 1992 protagonista nella Serie A1 diventata dal 2005/2006 A Elite e conta diverse partecipazioni alle coppe europee. Nel 2002 la Pallamano Conversano è stata allenata da Lino Červar, che ha in seguito guidato la Croazia al titolo di Campione del Mondo.
Al campionato femminile è iscritta invece la Amatori Handball Conversano partecipante attualmente alla serie A2.
Ambedue le squadre disputano le partite interne al Pala San Giacomo, il palazzetto dello sport da 4.000 spettatori costruito in vista dei Giochi del Mediterraneo del 1997 tenutisi a Bari e nei centri limitrofi.

### Pallavolo
La Real Volley Conversano è la squadra femminile della città che milita nel campionato di Serie C. È stata fondata nel 2014 ed è vincitrice della Coppa Puglia di Serie D del 2018 e del campionato della medesima categoria del 2017/18. Disputa anch'essa gli incontri nel Pala San Giacomo.

## Il cavallo di razzaConversano
Il nome di Conversano è adottato per definire una razza equina, ormai estinta, ottenuta dal conte Andrea Matteo Acquaviva incrociando le sue giumente olandesi con degli stalloni provenienti dall'oriente.. Questa razza dal manto nero si distingueva per velocità e forza.
Nel 1774 uno stallone di razza Conversano fu importato a Lipizza, oggi in Slovenia, e lì è diventato uno dei padri fondatori del cavallo Lipizzano. Si ritiene che il Conversano abbia dato origine anche al cavallo Murgese.